# T-DOSE
T-DOSE, voluit Technical Dutch Open Source Event, is een jaarlijks Nederlands tweedaags evenement met als doel het gebruik en kennis van Open Source te promoten en de regio Eindhoven en Nederland in het algemeen wat meer op de kaart te zetten op IT-gebied. De organisatie heeft de ambitie om van de regio Eindhoven een soort "Silicon Valley van Nederland" te maken.

## Eerste editie en locatie
De eerste editie was op 2 en 3 december 2006, in de TU Eindhoven. Na afloop kreeg de organisatie het aanbod van de Fontys ICT-opleiding om volgende keren daar te gast te zijn. Mede omdat Fontys aanzienlijk goedkoper was, wordt T-DOSE sindsdien gehouden in gebouw R5 van de Fontys Hogeschool (ook in Eindhoven).
Vanaf editie 2023 zal het evenement plaats vinden bij De Weeffabriek in Geldrop.

## Organisatie
T-DOSE wordt georganiseerd door een gelijknamige stichting, opgericht door Jeroen Baten en Jean-Paul Saman. Tijdens het T-DOSE congres worden zij ondersteund door een enthousiaste groep vrijwilligers.

## Volgende editie
T-DOSE 2014 vond plaats op 25 en 26 oktober.

T-DOSE 2015 vond plaats op 28 en 29 november.

T-DOSE 2016 vond plaats op 12 en 13 november.

T-DOSE 2017 vond plaats op 18 en 19 november.

T-DOSE 2019 vond plaats op 11 mei 2019.

In de jaren 2020, 2021 en 2022 werd het evenement niet georganiseerd in verband met de corona pandemie.

T-DOSE 2023 vindt plaats op 22 en 23 april 2023.